# Bellmawr
Bellmawr és una població dels Estats Units a l'estat de Nova Jersey. Segons el cens del 2006 tenia 11.193 habitants.

## Demografia
Segons el cens del 2000, Bellmawr tenia 11.262 habitants, 4.446 habitatges, i 3.134 famílies. La densitat de població era de 1.435,1 habitants/km².
Dels 4.446 habitatges en un 26,9% hi vivien nens de menys de 18 anys, en un 52,3% hi vivien parelles casades, en un 12,6% dones solteres, i en un 29,5% no eren unitats familiars. En el 25,3% dels habitatges hi vivien persones soles l'11,1% de les quals corresponia a persones de 65 anys o més que vivien soles. El nombre mitjà de persones vivint en cada habitatge era de 2,53 i el nombre mitjà de persones que vivien en cada família era de 3,02.
Per edats la població es repartia de la següent manera: un 20,8% tenia menys de 18 anys, un 8,4% entre 18 i 24, un 28,8% entre 25 i 44, un 24,6% de 45 a 60 i un 17,5% 65 anys o més.
L'edat mediana era de 40 anys. Per cada 100 dones de 18 o més anys hi havia 94,9 homes.
La renda mediana per habitatge era de 44.653 $ i la renda mediana per família de 53.839 $. Els homes tenien una renda mediana de 38.646 $ mentre que les dones 27.050 $. La renda per capita de la població era de 19.863 $. Aproximadament el 2,6% de les famílies i el 4% de la població estaven per davall del llindar de pobresa.

## Poblacions més properes
El següent diagrama mostra les poblacions més properes.